# FC Alverca
FC Alverca is een Portugese voetbalclub uit Alverca do Ribatejo.

## Geschiedenis
De club werd opgericht in 1939 en speelde vooral in de lagere divisies van het Portugese voetbal. Van 1998 tot 2002 speelde de club in de SuperLiga. Na 1 seizoen in de Liga de Honra keerde de ploeg weer terug op het hoogste niveau om het jaar daarna (2003/04) direct weer te degraderen. Ondertussen waren er grote financiële problemen en Alverca kreeg geen licentie meer voor het seizoen 2005/06. Daarom speelde de club geruime tijd op amateurniveau in de 1e divisie van het district Santarém. In het seizoen 2023/24 werd de club kampioen in de Liga 3 en promoveerde naar de Liga Portugal 2.
In februari 2025 werden Vinícius Júnior en zijn partners mede-eigenaar van de club, door tussen 70% en 80% van de aandelen te verwerven voor ruwweg €8 tot €10 miljoen.

## Eindklasseringen
| Seizoen   | № | Clubs | Divisie                | Duels | Winst | Gelijk | Verlies | Doelsaldo | Punten | Tsch |
| --------- | - | ----- | ---------------------- | ----- | ----- | ------ | ------- | --------- | ------ | ---- |
| 2018–2019 | 7 | 18    | Campeonato de Portugal | 34    | 14    | 9      | 11      | 39-33     | 51     |      |
| 2019–2020 | 3 | 18    | Campeonato de Portugal | 25    | 16    | 5      | 4       | 48-22     | 53     |      |
| 2020–2021 | 2 | 12    | Campeonato de Portugal | 20    | 15    | 2      | 3       | 38-10     | 37     |      |
| 2021-2022 | 2 | 12    | Liga 3                 | 22    | 13    | 2      | 7       | 32-24     | 41     |      |
| 2022-2023 | 3 | 12    | Liga 3                 | 22    | 11    | 7      | 4       | 30-18     | 40     |      |
| 2023-2024 | 1 | 8     | Liga 3                 | 14    | 9     | 3      | 2       | 22-9      | 30     |      |
| 2024-2025 | 2 | 18    | Liga Portugal 2        | 34    | 17    | 12     | 5       | 58-34     | 63     |      |
| 2025-2026 |   | 18    | Primeira Liga          | 34    |       |        |         |           |        |      |

## Bekende (oud-)spelers
- Deco
- Maniche
- Nuno Assis
- Wilson Eduardo

FC Alverca ·
FC Arouca ·
AVS ·
Benfica ·
Sporting Braga ·
Casa Pia · 
Estoril-Praia · 
Estrela Amadora ·
Famalicão ·
Gil Vicente ·
Moreirense ·  
Nacional ·
FC Porto · 
Rio Ave ·
Santa Clara · 
Sporting CP · 
Tondela · 
Vitória Guimarães